# Šebestián Šlik
Šebestián Šlik (německy Sebastian Schlik, † 1528, Uhry) byl český šlechtic z loketské linie rodu Šliků.

## Život
Narodil se jako syn zakladatele loketské linie, Jeronýma I., a jeho manželky, paní ze Zelkingu.
V letech 1504–1507 měl Šebestián množství sporů s městem Loket, které se v důsledku toho uchýlilo pod saskou ochranu. Nakonec byly spory urovnány a Loket se vrátil do nedílného držení Šebestiána a jeho bratrů Albrechta a Quirina.
Šebestián, podobně jako jeho bratranec Štěpán i celý jeho rod, byl zaníceným stoupencem učení Martina Luthera, s nímž byl v korespondenčním kontaktu. Luther se v problémech jednou dokonce na Šebestiána obrátil s žádostí o ochranu na jeho loketském panství.
Za svého krále bojoval v Uhrách proti Janovi Zápolskému, jenž si činil nároky na uherskou korunu. Zde v roce 1528 Šebestián se ctí padl. Zemřel nesezdaný a bez potomků.